# Abierto GNP Seguros 2025/Qualifikation
Dieser Artikel zeigt die Ergebnisse der Qualifikationsrunden für die Abierto GNP Seguros 2025 des Damentennis. Insgesamt nehmen 16 Spielerinnen an der Qualifikation teil, die am 16. und 17. August 2025 stattfindet. Vier Spielerinnen qualifizieren sich für das Hauptfeld des Turniers.